# Clemente Canepari
Clemente Canepari (* 11. November 1886 in Pieve Porto Morone; † 13. September 1966 in San Colombano al Lambro) war ein in den Jahren 1909 bis 1927 tätiger italienischer Radrennfahrer.
Sein erster Erfolg war der Gewinn der Tre Coppe Parabiago im Jahr 1908. Im Folgejahr erreichte er den vierten Platz in der Gesamtwertung des Giro d’Italia. Ein Jahr später erreichte er beim Giro d’Italia 1910 den siebten Rang in der Gesamtwertung. Im Jahr 1911 ging Canepari als Sieger des Giro dell’Emilia hervor. Beim Giro d’Italia 1913 gewann er die siebte Etappe. Bei den Austragungen des Giro d’Italia in den Jahren 1914 und 1919 wurde er Gesamtvierter. Zwei Jahre später erreichte er den achten Rang.
Während seiner Karriere stand Canepari bei den Radsportteams Legnano, Otay - Pirelli, J.B. Louvet - Continental und Stucchi unter Vertrag.